# آواز گنجشک‌ها
آواز گنجشک‌ها فیلمی ایرانی در ژانر درام به تهیه‌کنندگی و کارگردانی مجید مجیدی محصول سال ۱۳۸۶ است. مجیدی فیلم‌نامهٔ این فیلم را به همراه مهران کاشانی به رشتهٔ تحریر درآورده است. رضا ناجی نقش مردی به‌نام کریم را ایفا می‌کند که در مزرعه شترمرغ مشغول به کار است تا اینکه به‌دلیل فرار یکی از شترمرغ‌ها از مزرعه اخراج می‌شود. او در تهران شغل جدیدی پیدا می‌کند اما زندگی شخصی او با مشکلات تازه‌ای روبرو می‌شود.
آواز گنجشک‌ها به‌عنوان یکی از بهترین فیلم‌های خارجی سال ۲۰۰۹ از نگاه هیئت ملی بازبینی فیلم آمریکا انتخاب شد. ناجی نیز برای نقش‌آفرینی خود در این فیلم خرس نقره‌ای برای بهترین بازیگر مرد از جشنواره فیلم برلین را کسب کرد. این فیلم در هشتاد و یکمین دوره جوایز اسکار، نمایندهٔ سینمای ایران بود اما برای نامزدی انتخاب نشد.

## داستان
خلاصه فیلم "آواز گنجشک‌ها"
کریم در یک مزرعه شترمرغ در حومه تهران کار می‌کند. او همراه با همسرش، نرگس، و سه فرزندشان زندگی ساده و شادی دارد و همواره تلاش می‌کند که خانواده‌اش را خوشحال کند.
یک روز در محل کار، به او خبر می‌دهند که باید زودتر به خانه برگردد، زیرا دختر بزرگش، هانیه، سمعک خود را گم کرده است. وقتی به خانه می‌رسد، متوجه می‌شود که پسرش، حسین، به همراه بچه‌های همسایه در حال جست‌وجو برای یافتن سمعک در آب‌انبار زیرزمینی‌شان هستند، که به دلیل گرفتگی، اکنون تنها مقدار کمی گل و لای دارد. کریم از حضور آنها در آنجا ناراحت می‌شود اما در نهایت به جست‌وجو می‌پیوندد. در این میان، حسین و دوستانش ایده‌ای مطرح می‌کنند: پاکسازی لجن‌های آب‌انبار و پرورش ماهی در آن، با این امید که روزی میلیونر شوند. کریم این ایده را رد می‌کند و آن‌ها را دلسرد می‌کند. در نهایت، سمعک پیدا می‌شود اما به درستی کار نمی‌کند.
کریم برای تعمیر سمعک به بیمارستان مراجعه می‌کند و متوجه می‌شود که اگر بخواهد تعمیر رایگان انجام شود، باید تا چهار ماه صبر کند، اما می‌تواند فوراً آن را در تهران تعویض کند. با نزدیک شدن امتحان‌های دخترش، او نگران تأمین سریع سمعک می‌شود.
مدتی بعد، هنگام جابه‌جایی شترمرغ‌های جدید در مزرعه، یکی از آن‌ها فرار می‌کند و کریم مقصر شناخته شده و اخراج می‌شود. پس از این اتفاق، کریم برای تعویض سمعک هانیه به تهران می‌رود اما متوجه می‌شود که هزینه آن ۳۵۰ هزار تومان است. در این میان، او به اشتباه به عنوان راننده تاکسی موتوری در نظر گرفته می‌شود و از این راه کسب درآمد می‌کند. اما به مرور، تعامل روزانه با مردم و کالاهایی که جابه‌جا می‌کند، شخصیت سخاوتمند و صادقش را تغییر داده و طمع او را برمی‌انگیزد، مسئله‌ای که باعث ناراحتی همسر و دخترانش می‌شود. او هر روز وسایل دورریختنی شهر را به خانه می‌آورد، روزبه‌روز حریص‌تر می‌شود و فراموش می‌کند که هدف اصلی‌اش تهیه سمعک دخترش بود. حالا این خانواده و اطرافیان او هستند که باید ارزش‌های فراموش‌شده را به کریم یادآوری کنند.
یک روز، هنگام مرتب کردن انبوه وسایلی که جمع کرده، آن‌ها روی او سقوط می‌کنند و باعث شکستن پایش و آسیب‌های دیگری می‌شوند که مانع از ادامه کار او می‌گردد. در این مدت، پسرش حسین شروع به کار می‌کند تا کمک خرج خانواده باشد. او و دوستانش سرانجام ماهی‌هایی را که پیش‌تر درباره‌شان صحبت کرده بودند، می‌خرند. روزی هنگام حمل گیاهان به یک مزرعه همراه عمویش، بشکه‌ای که ماهی‌ها در آن بودند، دچار نشتی می‌شود. بچه‌ها تلاش می‌کنند آن را پر کرده و تعمیر کنند، اما بشکه می‌ترکد و همه ماهی‌ها روی زمین می‌ریزند. حسین، به‌جای اینکه بگذارد ماهی‌ها بمیرند، آن‌ها را در آب رها می‌کند. کریم این صحنه را می‌بیند و به پسرش افتخار می‌کند.
در نهایت، با بهبودی کریم، او پیامی از یکی از همکاران سابقش دریافت می‌کند که شترمرغی که فرار کرده بود، بازگشته است. کریم به مزرعه می‌رود و با چشمانی اشک‌آلود به شترمرغ نگاه می‌کند.

## بازیگران
- رضا ناجی[۱۲]
- مریم اکبری
- کامران دهقان
- حامد آغازی
- شبنم اخلاقی
- نشاط نظری

## نظرها
- استفن هولدن در نیویورک تایمز دربارهٔ این فیلم نوشته است: هرچند آواز گنجشک‌ها نشانه‌های یک درام طبیعت‌گرایانه را در خود دارد، اما در واقع مجموعه‌ای از درس‌های بسیار اخلاقی است.
- وی.ای. ماستو نویسنده نیویورک پست با اشاره به صحنه‌ای از آواز گنجشک‌ها که شخصیت کریم برای به دام انداختن شترمرغ فراری خود را به شکل این حیوان درمی‌آورد، نوشته است: مانند بیشتر فیلم‌های مجیدی این بار نیز فیلمبرداری بسیار خوب و نقش‌آفرینی‌ها واقعگرایانه و مهارشده است.

## جوایز
- لیست پنج فیلم برتر خارجی - هیئت ملی منتقدین آمریکا ۲۰۰۹
- برنده خرس نقره‌ای بهترین بازیگر مرد، رضا ناجی - جشنواره فیلم برلین ۲۰۰۸
- نامزد خرس نقره‌ای بهترین کارگردانی، مجید مجیدی - جشنواره فیلم برلین ۲۰۰۸
- جایزه سیمرغ بلورین بهترین کارگردانی،[۱۳] تدوین، موسیقی و چهره پردازی جشنواره فیلم فجر ۲۰۰۸[۱۴]
- جایزه ویژه هیئت داوران - جشنواره فیلم دمشق ۲۰۰۸
- جایزه بهترین بازیگر نقش اول مرد، رضا ناجی - جوایز جشنواره آسیا پاسیفیک ۲۰۰۸
- جایزه بهترین بازیگر مرد، رضا ناجی - جشنواره فیلم دمشق ۲۰۰۸[۱۵]
- جایزه بهترین بازیگر مرد یازدهمین جشن دنیای تصویر ۱۳۸۸
- جایزه بهترین فیلم یازدهمین جشن دنیای تصویر ۱۳۸۸